# Jacob A. Cantor

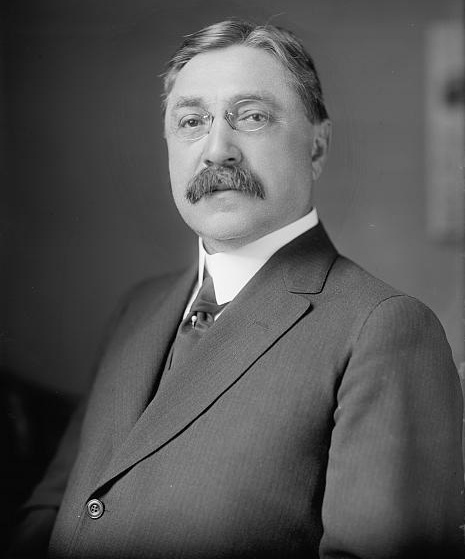
Jacob A. Cantor

Jacob Aaron Cantor (* 6. Dezember 1854 in New York City; † 2. Juli 1921 ebenda) war ein US-amerikanischer Politiker. Zwischen 1913 und 1915 vertrat er den Bundesstaat New York im US-Repräsentantenhaus.

## Werdegang
Jacob Cantor wurde ungefähr sechseinhalb Jahre vor dem Ausbruch des Bürgerkrieges in New York City geboren. Er besuchte öffentliche Schulen. Dann war er mehrere Jahre lang als Reporter für die New York World tätig. 1875 graduierte er an der rechtswissenschaftlichen Fakultät des City College of New York. Nach dem Erhalt seiner Zulassung als Anwalt begann er in New York City zu praktizieren. Zwischen 1885 und 1887 saß er in der New York State Assembly und zwischen 1887 und 1898 im Senat von New York. Während dieser Zeit hatte er in den Jahren 1893 und 1894 den Posten als Präsident inne. 1901 wurde er zum Borough-Präsidenten von Manhattan gewählt. Eine erneute Kandidatur für den Posten lehnte er ab. Politisch gehörte er der Demokratischen Partei an.
Cantor wurde in einer Nachwahl für den 63. Kongress im 20. Wahlbezirk von New York in das US-Repräsentantenhaus in Washington, D.C. gewählt, um dort die Vakanz zu füllen, die durch den Rücktritt von Francis Burton Harrison entstand. Seine Amtszeit begann am 4. November 1913. Bei den Kongresswahlen des Jahres 1914 für den 64. Kongress wurde Isaac Siegel in das US-Repräsentantenhaus gewählt. Cantor hat dessen Wahl erfolglos angefochten und schied dann nach dem 3. März 1915 aus dem Kongress aus.
Nach seiner Kongresszeit nahm er wieder seine frühere Tätigkeit als Anwalt in New York City auf. Er verstarb am 2. Juli 1921 und wurde dann auf dem Temple Israel Cemetery in Hastings-on-Hudson beigesetzt. Zu jener Zeit war er Präsident vom Tax Commission Board von New York City.